# Религия в Кипър
|  |  |  |

Религии в контролираната от правителството зона на Кипър, преброяване от 2011
|  |  |  |

Религии в целия остров Кипър (включително и непризнатата  Севернокипърска турска република, 2010
Най-разпространената религия в Кипър е източноправославния клон на християнството, чиито последователи представляват 73% от общото население на целия остров. Повечето кипърски гърци са членове на автокефалната гръцка православна „Кипърска църква“. Повечето кипърски турци официално са сунитски мюсюлмани. В Кипър има също последователи на Бахайството и Арменската апостолическа църква, както и католици, еврей, протестанти (включително на англиканското протестантство), арменски апостолски и нерелигиозни общности.

## Християнството

### Гръцка православна църква на Кипър
Най-голямата и най-важна църква в Кипър, Кипърската църква, е автокефална гръцка православна църква, използваща гръцката литургия. Това е една от най-старите източноправославни автокефални църкви, постигнала независимост от патриаршията на епископът на древната столица, учреден от император Зенон за митрополит, с титлата архиепископ Антиохия и целия Изток през 431 г. сл. хр. Първите епископи, които държат християнски служения в Кипър, са апостол Лазар (църква Свети Лазар, Ларнака) и апостол Варнава (който е родом от Кипър ). Оострова става дестинация за много от първите християни след възкресението на Христос.
Кипърската църква признава властта и престижа на вселенския патриарх в Константинопол, като същевременно запазва пълна административна автономия под собствения си архиепископ. Признават се седем тайнства: кръщение в ранна детска възраст, последвано от потвърждение с осветено масло, покаяние, Евхаристия, брак, хиротония и миропомазване по време на болест.
В Кипър има много сгради с класическа християнска архитектура като например бившата гробница на апостол Лазар и гроба на апостол Варнава. Много от новозаветните библейски истории и извършени християнски чудеса се случват в Кипър. Там също е и мястото където апостолите основават първите си църкви.

### Арменска църква в Кипър
Присъствието на арменци на остров Кипър датира от 578 г. В момента броят им е около 3500 души, обитаващи главно градските райони на Никозия, Ларнака и Лимасол . Наскоро някои арменски имигранти се заселиха и в Пафос .
След създаването си през 973 г. от католикос Хачиг I., Арменската прелатура на Кипър има непрекъснато присъствие на острова. 

### Католическа църква
Католическата църква в Кипър е част от световната Католическа църква под ръководството на папата в Рим. Според преброяването от 2011 г., 2.9% от населението на острова са католици.  Повечето католици от Кипър са кипърски маронити (една от източнокатолическите църкви). По време на преброяването от 1891 г., от общото население от 209,286 души, 1,131 са били маронити. 

### Протестантство
След пристигането на Британците, през 1878 се формира кипърската англиканска църква. От 1976, тя е част от Епархия на Кипър и Персийския залив. Във северен Кипър, англиканската църква възниква през 1878 г. 
Общността наброява около 500 души през 2009 г. и живее предимно в северен Кипър .  Според преброяването от 2011 г. протестантите представляват 2% от населението. 

## Ислям
Мюсюлманите представляват около 1,8% от населението на Република Кипър и около 25% от населението на целия остров. Островът е завладян от османския генерал Лала Мустафа паша от венецианците през 1570 г. След това завоевание, през периода 1571 г. до 1878 г се изграждат турски селища с административни цели, военни укрепления и за събиране на данъци. Кипърските турци придържат към сунитския клон на исляма.
Суфизмът също има важна роля. В миналото, мюсюлманите са били разпръснати из целия Кипър, но от 1974 г. те живеят предимно в северните части след турската окупация на Кипър. Членове на общността Ахмадия също имат присъствие в региона. 
Няколко важни ислямски храмове и забележителности се намират на острова, включително: 
- Джамията „Арабахмет“ в Никозия (построена през 16 век)
- Джамията „Хала Султан Теке“ в Ларнака (построена през 18 век)

## Сикхизъм
В Кипър има около 4640 души изповядващи сикхизъм през 2015 г.

## Индуизъм
Има около 4640 души изповядващи индуизъм в Кипър според доклад от 2015 г.

## Будизъм
Според преброяването от 2011 г. будистите представляват около 1% от населението.

## Юдаизъм
Еврейското присъствие в Кипър датира от 3-ти век преди Христа. След като се установяват на острова, те установяват търговски отношения с други религиозни групи.  През 2022 г. на острова е имало приблизително 6000 евреи,  които са били постоянни жители или граждани на Кипър. Действащи синагоги има в Ларнака, Лимасол, Никозия, Пафос и Агия Напа. Всички религиозни дейности се управляват от Главния равинат на Кипър, ръководен от равин Аире Зив Раскин.
Синагогата в Кирения (на турски: Girne Sinagogu ) е била отворена през 2008 г. и е свързана с религиозното движение Хабад .  Синагогата функционира като дом на Хабад, и се ръководи от равин Шамил Хилел Азимов. През 2023 г., Азимов напусна Северен Кипър поради страх от възможни антисемитски атаки след войната между Хамас и Израел. 

## Атеизъм
Според преброяването на населението от 2011 г., в гръцката част на Кипър, 0,6% от населението се идентифицира като нерелигиозни или атеисти. През 2018 г., Кипърската Хуманитарна Асоциация обвини министерството на образованието на Кипър в дискриминация срещу атеистите тъй като то подкрепя анти-атеистични образователни материали през официалния си уебсайт. През 37-ма сесия на Съвет на ООН по правата на човека, международното обединение на хуманистите обяви Кипър като част от списъка с държави провокиращи омраза към атеистите и хуманистите.

## Свобода на религията
През 2023 г., Кипър получи 4 от 4 точки за религиозна свобода.